# توم ميدلتون
توم ميدلتون (بالإنجليزية: Tom Middleton)‏ هو مجدف بريطاني، ولد في 2 سبتمبر 1976 في أكسفورد في المملكة المتحدة.

## وصلات خارجية
- توم ميدلتون على موقع الاتحاد الدولي للتجديف (الإنجليزية)
- توم ميدلتون على موقع اللجنة الأولمبية الدولية (الإنجليزية)
- توم ميدلتون على موقع أوليمبيديا (الإنجليزية)